# 大唐納科格爾山

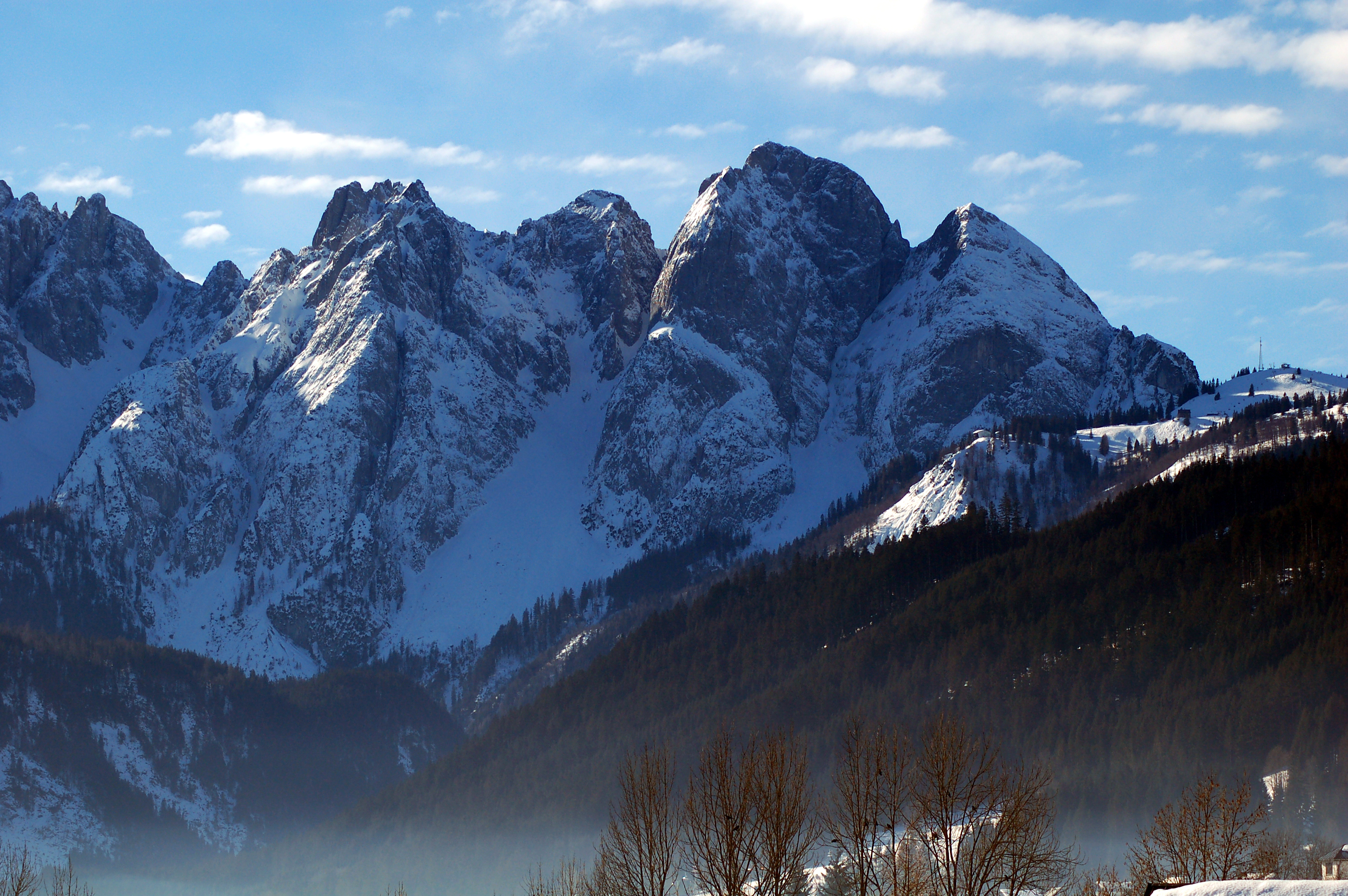

47°31′27″N 13°28′53″E / 47.52417°N 13.48139°E
大唐納科格爾山（德語：Großer Donnerkogel），是奧地利的山峰，處於上奧地利州和薩爾茨堡州接壤的邊界，屬於达赫施泰因山脉的一部分，距離昂格施泰因山1.4公里，海拔高度2,054米，每年平均降雨量2,029毫米。